# 哈利·李·沃特菲尔德
哈利·李·沃特菲尔德（Harry Lee Waterfield，1911年1月19日—1988年8月4日），美国民主党人，曾任美国第42和第44任肯塔基州副州长，并在肯塔基州州长竞选中失利。

## 生平
沃特菲尔德来自肯塔基州卡洛威县。他曾任报纸出版商，1938年至1947年、1950年至1951年，担任任肯塔基州众议院议员。1944年至46年，他曾任肯塔基州众议院议长。他创立了投资者遗产人寿保险公司，1961年担任总裁和董事会主席，直到他去世。
沃特菲尔德两次赢得肯塔基州副州长选举，并在1955年至59年，1963年至1967年任职。他是第一位赢得两届肯塔基州副州长选举的政治家。第一任期是与哈皮·钱德勒搭档、第二任期则是与爱德华·T·布莱斯搭档。
沃特菲尔德成为了钱德勒派系盟友，尽管起初他们彼此之间在政治上并不友好。1947年，沃特菲尔德竞选肯塔基州州长，但在民主党初选中，不敌钱德勒派系的对手厄尔·C·克莱门茨。克莱门茨后来当选为美国参议院议员。当林登·约翰逊担任参议院多数党领袖时，克莱门茨担任参议院多数党党鞭。当克莱门茨寻求连任参议员时，钱德勒随后帮助击败克莱门茨。1959年，当沃特菲尔德竞选州长时；克莱门茨反过来帮助自己派系的盟友、伯特·T·库姆斯去战胜钱德勒精心挑选的继任者沃特菲尔德。库姆斯在初选中击败沃特菲尔德，并赢得州长，随即在1963年，帮助他自己选定的接班人爱德华·T·布莱斯巩固位置。党派之争继续持续，1963年，肯塔基州州长竞选。布莱斯在普选之前，在初选中击败了钱德勒，赢得大选。1967年，沃特菲尔德再次寻求民主党的州长提名，但输给了亨利·沃德，后者在普选中输给了路易·B·纳恩。
1948年、1956年，沃特菲尔德代表肯塔基州，出席民主党全国代表大会，并协助1956年，哈皮·钱德勒代表民主党竞选美国总统。
沃特菲尔德的母校，莫瑞州立大学的图书馆以他命名。